# قس (اسم)
قس هو اسم علم شخصي عربي مذكر معناه مأخوذ من القساوة، يعتبر من أكثر الأسماء شعبية في العالم العربي، ولهذا الاسم تاريخ منذ عصر الجاهلية وكان اسم لعدة قبائل عربية.

## شخصيات تحمل الاسم
- قُسُّ بْنُ ساعدةَ

## وصلات خارجية
- موسوعة السلطان قابوس لأسماء العرب نسخة محفوظة 5 أبريل 2019 على موقع واي باك مشين.